# تپه قلعه گبرآباد
تپه قلعه گبرآباد مربوط به دوره ساسانیان - سده‌های میانه دوران‌های تاریخی پس از اسلام است و در شهرستان کاشان، بخش قمصر، دهستان قهرود، ۳۰۰ متری غرب روستای گبرآباد (مسلم آباد) واقع شده و این اثر در تاریخ ۲ مرداد ۱۳۸۷ با شمارهٔ ثبت ۲۳۰۳۰ به‌عنوان یکی از آثار ملی ایران به ثبت رسیده است.